# Captain Fantastic
Captain Fantastic – amerykański komediodramat z 2016 roku w reżyserii Matta Rossa, wyprodukowany przez wytwórnię Electric City Entertainment i ShivHans Pictures. Główną rolę w filmie zagrał Viggo Mortensen.
Zdjęcia kręcono na terenie stanów Waszyngton (Seattle), Oregon (Portland) i Nowy Meksyk (Albuquerque). Premiera filmu odbyła się 23 stycznia 2016 roku podczas Festiwalu Filmowego Sundance. Film pojawił się 8 lipca 2016 w Stanach Zjednoczonych oraz 10 marca 2017 w Polsce.

## Fabuła
Ben (Viggo Mortensen) i Leslie Cashowie porzucili miasto, aby z szóstką dzieci zamieszkać w odciętych od świata lasach i nauczyć ich żyć blisko natury, a także radzić sobie w skrajnych warunkach bez zdobyczy techniki. Pewnego dnia okazuje się, że Leslie cierpi na chorobę psychiczną i trafia do szpitala, a niedługo potem popełnia samobójstwo. Zdruzgotany Ben dowiaduje się, że jej ojciec zamierza zorganizować tradycyjny pochówek, chociaż Leslie chciała zostać skremowana. Teść grozi Benowi, że każe go aresztować, gdyby pojawił się na jej pogrzebie. Ben zabiera pociechy i wyrusza w pełen niebezpieczeństw świat cywilizacji.

## Obsada
- Viggo Mortensen jako Ben Cash
- George MacKay jako Bodevan "Bo" Cash
- Samantha Isler jako Kielyr Cash
- Annalise Basso jako Vespyr Cash
- Nicholas Hamilton jako Rellian Cash
- Shree Crooks jako Zaja Cash
- Charlie Shotwell jako Nai Cash
- Kathryn Hahn jako Harper
- Trin Miller jako Leslie Abigail Cash
- Steve Zahn jako Dave
- Elijah Stevenson jako Justin
- Teddy Van Ee jako Jackson
- Erin Moriarty jako Claire
- Missi Pyle jako Ellen
- Frank Langella jako Jack
- Ann Dowd jako Abigail

## Odbiór

### Box office
Film Captain Fantastic zarobił 5,9 mln USD w Stanach Zjednoczonych i w Kanadzie, a 9 mln na innych terytoriach na całym świecie; łącznie 14,9 mln dolarów.

### Krytyka w mediach
Film Captain Fantastic spotkał się z pozytywnymi recenzjami od krytyków. W serwisie Rotten Tomatoes 82% z 222 recenzji uznano za pozytywne, a średnia ocen wystawionych na ich podstawie wyniosła 7,12 na 10. Na portalu Metacritic średnia ocen wystawionych na podstawie 36 recenzji wyniosła 72 punktów na 100.

## Nagrody i nominacje
| Rok  | Miejsce                                                      | Nagroda           | Kategoria                       | Odbiorcy i nominowani | Wynik     |
| ---- | ------------------------------------------------------------ | ----------------- | ------------------------------- | --------------------- | --------- |
| 2016 | 69. MFF w Cannes                                             | Un Certain Regard | Najlepszy reżyser               | Matt Ross             | Wygrana   |
| 2017 | 89. ceremonia wręczenia Oscarów                              | Oscar             | Najlepszy aktor pierwszoplanowy | Viggo Mortensen       | Nominacja |
| 2017 | 74. ceremonia wręczenia Złotych Globów                       | Złoty Glob        | Najlepszy aktor w dramacie      | Viggo Mortensen       | Nominacja |
| 2017 | 70. ceremonia wręczenia nagród Brytyjskiej Akademii Filmowej | BAFTA             | Najlepszy aktor pierwszoplanowy | Viggo Mortensen       | Nominacja |